# Told at Twilight
Told at Twilight è un film muto del 1917 diretto da Henry King. Ne venne curata in seguito una riedizione e venne distribuito come cortometraggio in una versione di 900 metri.

## Trama
La piccola Mary Sunshine vive accanto alla tenuta di Daniel Graham, un anziano burbero e musone. Un giorno, il vecchio incontra la piccola e ne resta conquistato: ogni giorno, Mary va a trovarlo, riempiendo la sua vita, fino a quel momento solitaria, di gioia e di calore. Una sera, la bambina resta ospite di Graham, dopo che è scoppiato un violento temporale. La piccola vede entrare in casa suo padre e crede che lui sia venuto lì per farle una sorpresa. In realtà l'uomo, rimasto invischiato nei debiti, si è introdotto nella residenza di Graham per rubare. Quando il vecchio si rende conto di ciò che sta succedendo, ripiana - per amore di Mary - i debiti di suo padre e riporta l'uomo sulla retta via.

## Produzione
Il film fu prodotto dalla Balboa Amusement Producing Company

## Distribuzione
Il copyright del film, richiesto dalla Pathé Exchange, Inc., fu registrato il 14 marzo 1917 con il numero LU10367.
Distribuito dalla Gold Rooster Play, il film uscì nelle sale cinematografiche statunitensi il 25 marzo 1917 in una versione di 50 minuti. In Francia venne distribuito il 19 ottobre 1917 con il titolo Aube et crépuscule. Il 30 aprile 1922, il film venne rieditato negli Stati Uniti in una versione di 900 metri in tre rulli.
Copia completa della pellicola si trova conservata negli archivi del Museum of Modern Art di New York.